# Aleksandr Dedjoesjko
Aleksandr Viktorovitsj Dedjoesjko (Wit-Russisch:Александр Викторович Дедюшко) (Vawkavysk, 20 mei 1962 - Petoesjki, 3 november 2007) was een Russisch acteur. Aleksandr Dedjoesjko raakte bekend voor zijn rollen in oorlogsdrama's, en zijn deelname aan de Russische versie van Dancing with the Stars.
Aleksandr Dedjoesjko verongelukte samen met zijn zoon en vrouw in 2007. De auto slipte weg op een met ijs bedekte weg in Petoesjki in de Oblast Vladimir.

## Filmografie
- 1997: Вор
- 2000: ДМБ
- 2001: Кукла
- 2003: Спецназ
- 2006: Офицеры
- 2009: Тарас Бульба